# 十二塔庙
十二塔庙 是位于柬埔寨吴哥城内、国王广场东侧的以南北方向排列的一系列共十二座塔。塔身以红土建造，配以石制的窗楣、门楣以及三角楣饰。目前对这些塔的用途仍未知。

## 詞源
现在这个塔群的高棉语名称意思为“走绷索者之塔群”，本地人相信，在遇上皇宫节庆的时候，塔与塔之间便会以绷索相连接，以供杂技演员表演高空走绳索。然而这个解释与塔群本身的用途并不相关。13世纪的元朝使节周达观在他的游记《真腊风土记》中提及到了关于十二塔庙的在当时吴哥王朝民间的作用，尽管其说法仍存在疑点。
该塔群于因陀罗跋摩二世(Indravarman II)统治期间建成，是一座后巴戎风格建筑。

## 建筑布局与特点
这十二座塔对称地分布于通往吴哥城胜利门的胜利大道两侧，每一侧六座。每侧的六座塔中，五座朝向西面、一座朝向胜利大道。每座塔都有着一个前厅以及正方形基座，个别塔的三角楣饰以那伽图案雕刻。塔共三层，塔身大小往上递减，并配有那伽和隐修士的瓦檐饰，这些瓦檐饰只有少数保留到了现在。除塔门外的另外三面则是敞开式的大窗户。

## 图集

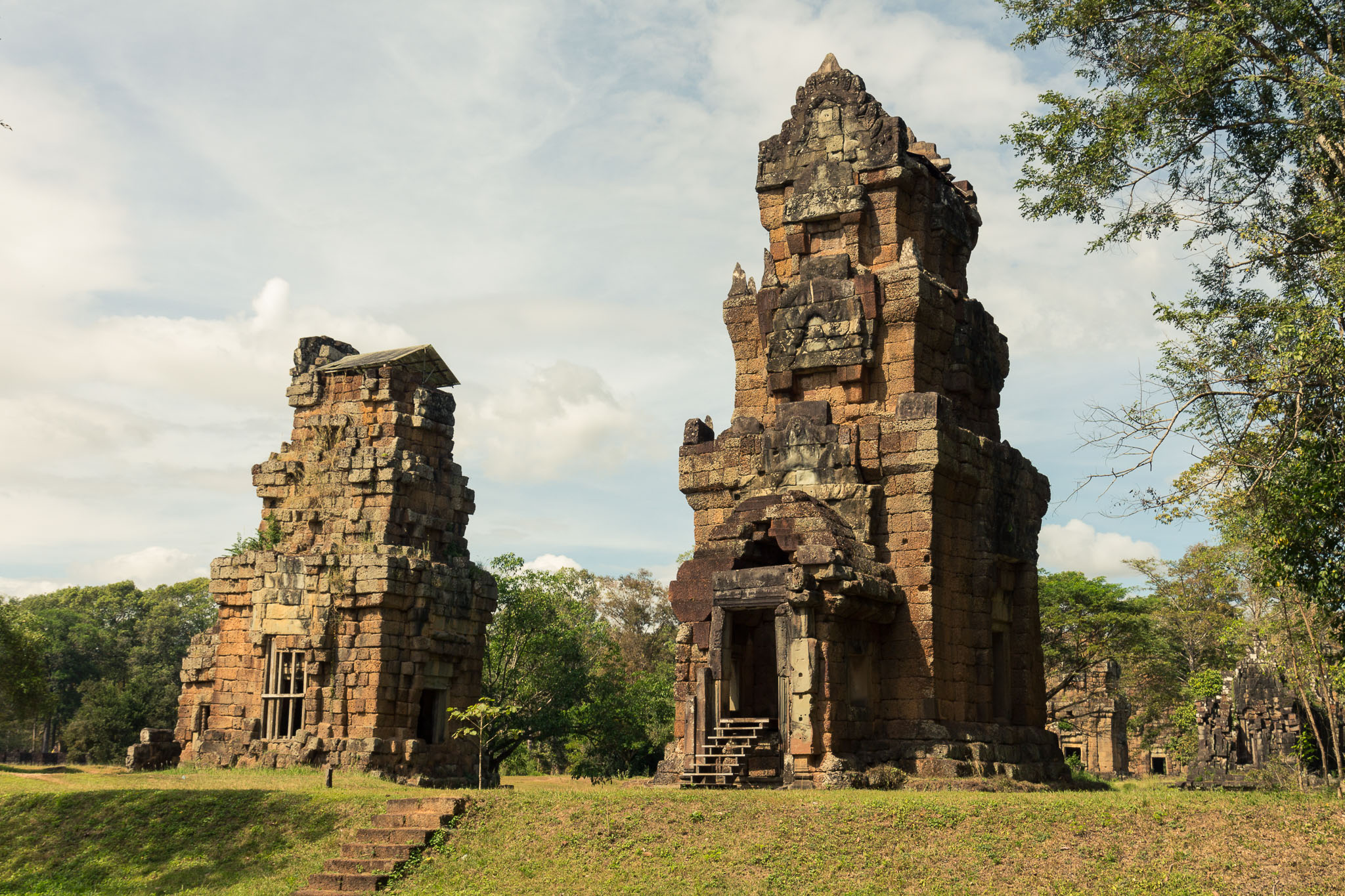
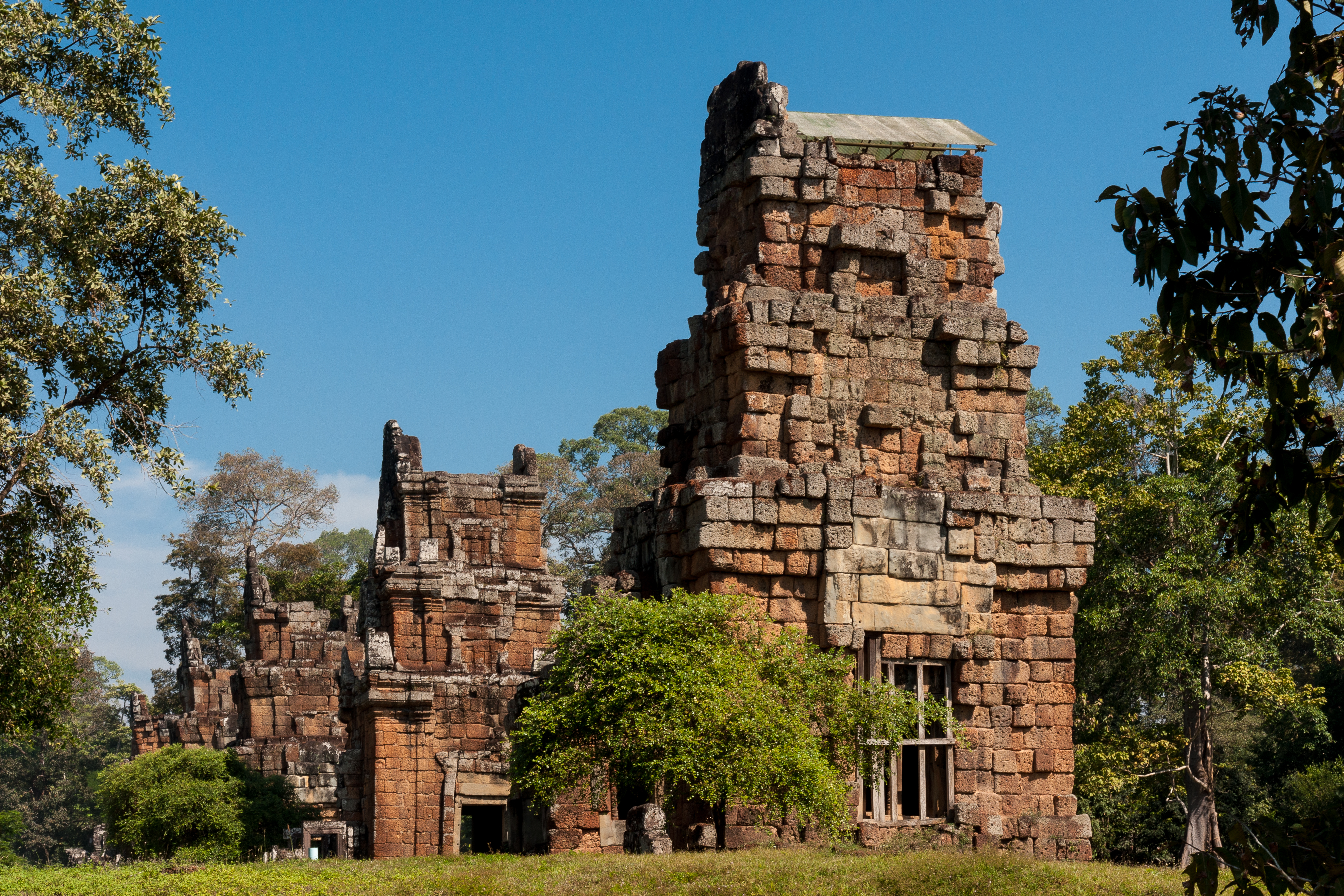
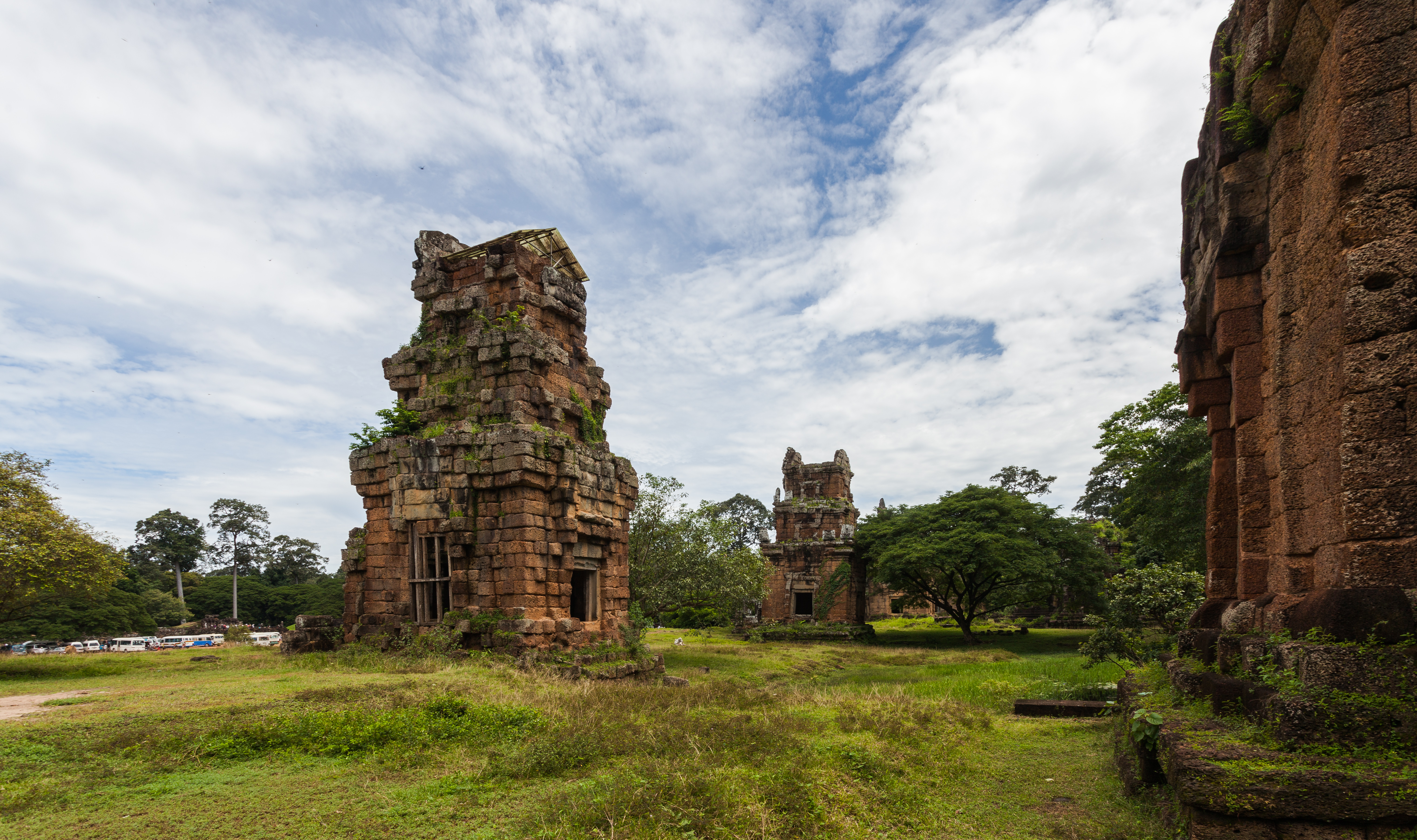
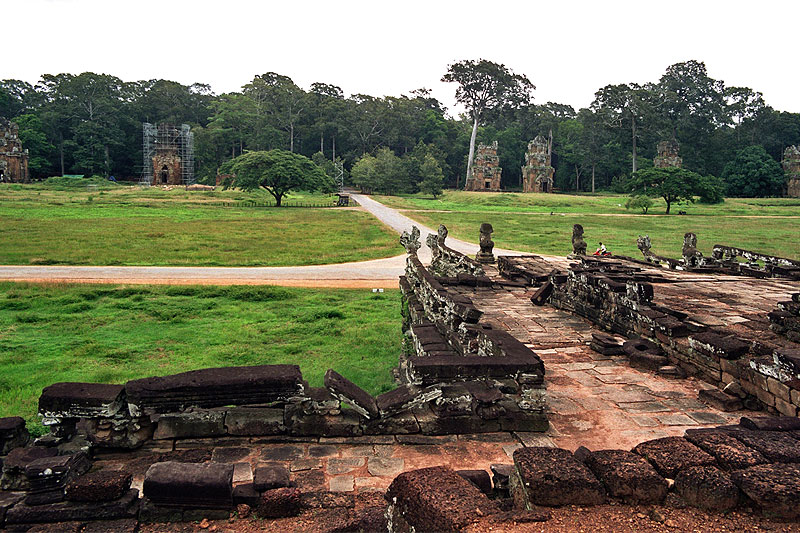